# Sol (mitologia nordycka)
Sol lub Sunna – w mitologii nordyckiej bogini Słońca. Była córką olbrzyma Mundilfariego, siostrą Maniego i żoną śmiertelnika Glena.
Przemierzała niebo na rydwanie zaprzężonym w parę koni, ścigana przez wilka Skölla (według innej wersji Fenrira). Miała być przez niego pożarta bezpośrednio przed Ragnarökiem, wcześniej miała jednak urodzić córkę, która będzie słońcem w nowym świecie.